# Suša, Ig
Suša leži v Občini Ig. Naselje je bilo ustanovljeno leta 2007 iz dela ozemlja naselja Selnik. Leta 2015 je imelo 16 prebivalcev.